# Justin.tv

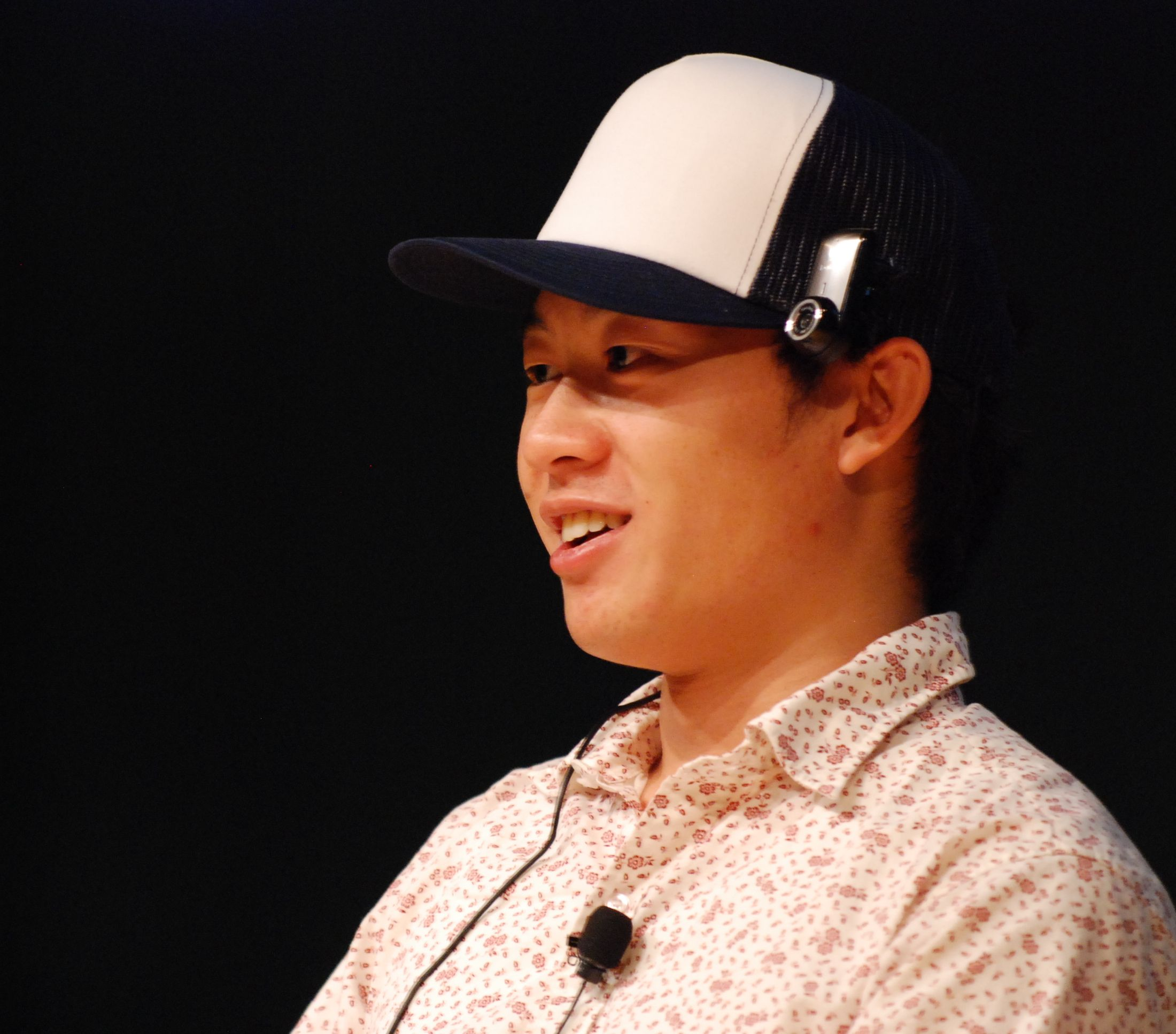
Justin Kan en conférence à Gnomedex en 2007.

Justin.tv était un site web américain fondé à San Francisco par Justin Kan (en). C’était un réseau de plusieurs milliers de chaînes qui proposait un portail de vidéos en direct, incluant des  lifecastings.
Fondée le 10 octobre 2006, Justin.tv était à l’origine une entreprise basée sur les médias.
Le 19 mars 2007 à minuit, Justin Kan lança son expérience en vivant en permanence avec une webcam et un micro accrochés à sa casquette, le tout était retransmis en direct sur Justin.tv. Ce type d'expérience est appelée du lifecasting.
Le 5 août 2014, Justin.tv est définitivement fermé au profit de Twitch, un site auquel l'équipe préfère désormais se consacrer.

## Équipe
- Justin Kan, fondateur et président
- Michael Seibel, directeur exécutif
- Emmett Shear, responsable technique
- Kyle Vogt, ingénieur
- Jacob Woodward, graphiste
- William Bland, développeur
- Tia Marie, Directeur de la communauté
- Kevin Lin, responsable des finances & des publicités
- Arram Sabeti (stagiaire), chef de projet
- Kenny Sanders (stagiaire), développeur

## Arrière-plan
Justin.tv suit la tradition de la sousveillance, c'est-à-dire l'enregistrement d'une activité du point de vue d'un participant. Justin.tv s'appuie sur d'autres projets similaires qui mettent en vedette le concept du diffusion en continu 24/7 sur Internet.
En 2004, Microsoft a tenu une conférence sur l’extraction des expériences personnelles (CARPE). À l’ouverture de cette conférence, Steve Mann a fait part d’une allocution et d’un exposé réalisés par Gordon Bell à propos de la diffusion en continu en direct, via Internet, de sa vie de tous les jours, 24/7.

## Détails techniques
Pour diffuser à partir de l'extérieur, la configuration utilisée est une carte réseau sans fil EVDO et un ordinateur portable (un Sony Vaio TX dans un sac à dos). La vidéo est diffusée à dix images par seconde depuis Justin Kan sur On2 Technologies (éditeur de diffusion en direct sur Internet).
L'ordinateur s'occupe de prendre une vidéo encodée à partir de la webcam et de l'envoyer au site web. Le sac à dos et le système ont été développés par Kyle Vogt, l'un des quatre fondateurs de Justin.tv. À certains moments, il y avait des problèmes de surchauffe de l'ordinateur dans le sac à dos et la vidéo s'arrêtait. Cela a été atténué par une remise à niveau du matériel portable, fonctionnant sous Windows et Adobe Media Encoder. La nuit, Kan remplaça sa webcam par un caméscope posé sur un trépied. Le Bureau, plus connu sous le nom de officecam, est l’endroit où travaille l’équipe de Justin.tv. Le bureau lui aussi est filmé avec une caméra tournant en haute résolution 640×480 (et ne restituant aucun son).

## Expansion

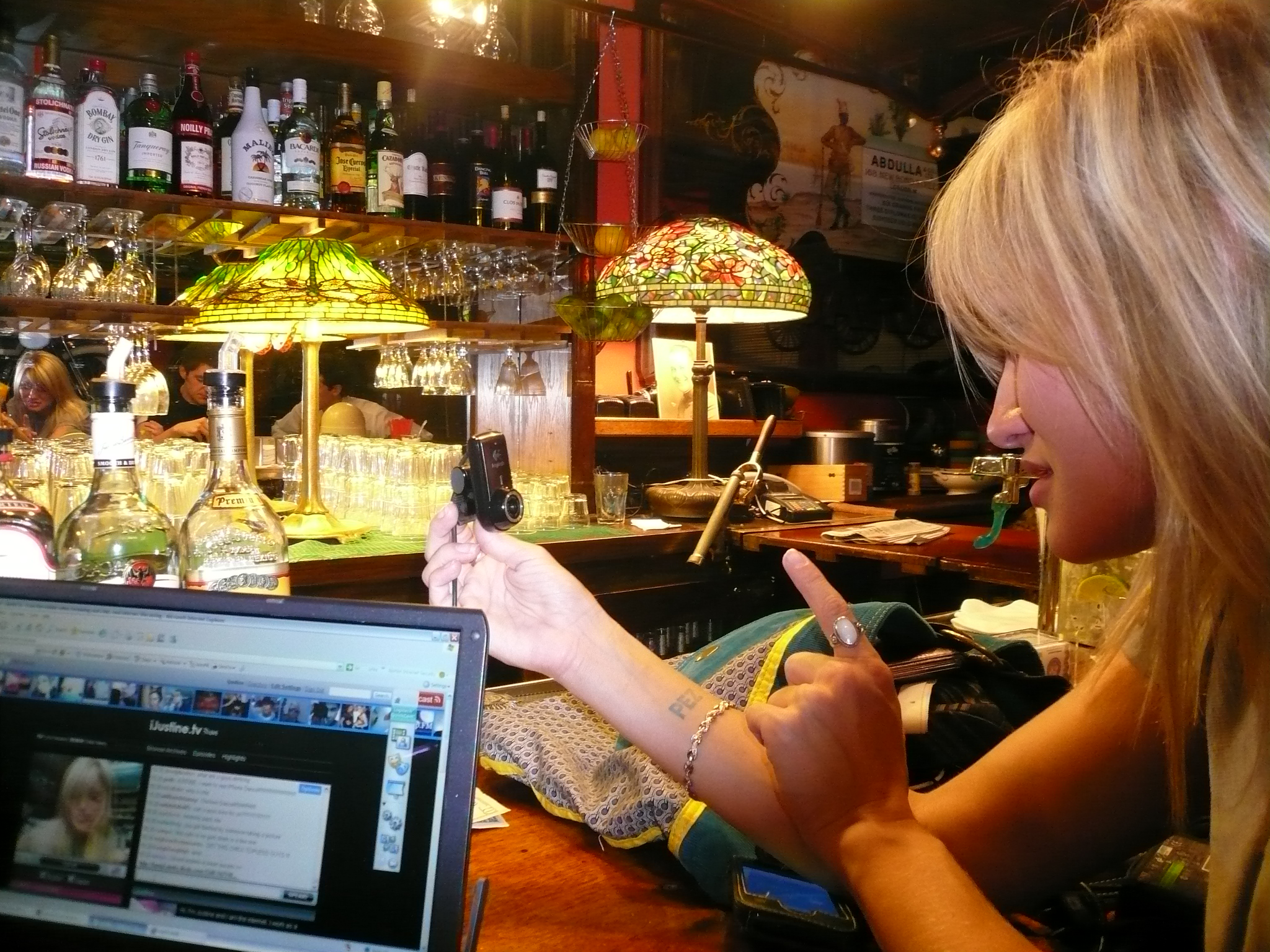
Justine Ezarik en train de lifecaster sur Justin.tv

Le 18 avril 2007, Justin Kan a pris une journée de congé, laissant ainsi sa place et sa caméra à une graphiste de 23 ans habitant à Pittsburgh en Pennsylvanie : Justine Ezarik (alias iJustine). Comme chez Justin à San Francisco, elle a étudié le projet du lifecasting avec son amie Désirée (qui elle aussi a brièvement porté la webcam). Le 29 mai 2007, Justin.tv élargit son réseau sur la côte Est avec une seconde chaine de lifecasting, iJustine.

## L'évolution du site
Fin juin 2007, de nouveaux broadcasteurs ont aux côtés de Justin proposé leurs propres contenus aidant ainsi à expérimenter le nouveau système en version bêta. Au cours de l'été 2007, Justin.tv est devenu une plate-forme de plus de 60 chaînes différentes.
Du 21 juillet 2007 au 15 août 2008, les chaines étaient répertoriées par leur popularité, les plus populaires étant situées sur la gauche de la top barre. Le répertoire en haut de chaque chaîne dans le réseau Justin.tv montrait quelles chaînes étaient vivantes et celles qui ne l'étaient pas.
En août 2007, les chaînes ont été ajoutées à la vitesse moyenne de deux par jour, portant à la fois sur le contenu et les événements proposés par les lifecasters. Les chaînes internationales vont du Royaume-Uni, de l'Australie, au Brésil à la France, en passant par les Pays-Bas ou encore par la Suède. Ainsi, une lifecasteuse a pu voyager d'un pays à un autre, comme ce fut le cas de Lisa Batey, qui a voyagé de Brooklyn à Tokyo et à Kyoto en août 2007. Peu de lifecasteurs ont l'équipement nécessaire pour être mobile et, le plus souvent, on les rencontre devant leur ordinateur. Au cours de cette même période, la chanteuse Marie Jody Gnant et d'autres ont commencé à lifecaster indépendamment de Justin.tv, sur Ustream.tv par exemple.
Le 2 octobre 2007, Justin.tv est devenu un réseau ouvert, permettant à n’importe qui d'enregistrer et de diffuser. Le 13 octobre 2007, Justin.tv avait 3200 comptes de diffuseurs.
Le 12 avril 2008, Justin.tv devient un site multilingue, avec une version allemande.
Le 18 avril 2008, le français devient la troisième langue de Justin.tv avec sa traduction en version intégrale. L'espagnol est la quatrième langue du site à cette date. Justin.tv est maintenant disponible en 19 langues.
Le 27 juin 2008, Justin.tv inaugure son nouveau réseau. Cette nouvelle fonctionnalité permet entre autres de créer son réseau d'amis avec un forum et une page pour les commentaires.
Depuis le 10 juillet 2009, il est possible de diffuser directement sur Facebook grâce au développement du système de vidéo en direct par le personnel de Justin.tv.
Le 15 juillet 2009, Justin.tv passe à la version 5 en changeant de design. Entre autres, le logo (une tête de singe portant une caméra représentant le lifecasting) est supprimé et le lecteur vidéo en direct est passé du format quatre tiers au format seize neuvièmes. Le système de messagerie instantanée du site est depuis ce jour remplacé par une barre d'application meebo.
Depuis le 22 juillet 2009, il est possible de diffuser directement sur le réseau social Twitter grâce au développement du système de vidéo en direct par le personnel de Justin.tv.
En 2011, Justin.tv crée TwitchTV qui regroupe l'ensemble des services de diffusion en continu de jeux vidéo du site.

## Statistiques
Le samedi 19 juillet 2008, soit un peu plus d'un an et demi après le lancement du site, la direction rend compte des statistiques de l'année écoulée :
- 1 721 868 amis sur le réseau social depuis le 22 décembre 2007 ;
- 90 690 chaînes créées ;
- 95 253 vidéos de moments forts ;
- 29 167 playlists générées ;
- 24 478 événements diffusés ;
- 61 562 clips vidéo téléchargés sur YouTube ;
- 62 278 messages Twitter envoyés ;
- 16,294 bulletins envoyés sur MySpace ;
- 522 794 chaînes favorites ;
- 119 ans de vidéos diffusés et d'archivés ;
- 3,6 Go par seconde de flux vidéo.

## Canulars
Justin.tv a été pris pour cible par des farceurs (swatting). Parce que le site a fait l'erreur de rendre public un numéro de téléphone, un utilisateur a usurpé l'identité de l'appelant lors d'appels téléphoniques, en utilisant un service de relais IP. Le 21 mars 2007, un utilisateur nommé au Département de la police de San Francisco a déposé un faux rapport au sujet de la présence d'un poignard dans l'appartement de Justin Kan. Les téléspectateurs de Justin ont assisté à l’entrée de deux officiers de police dans l'appartement quelques minutes plus tard. D’autres lifecasters de Justin.tv ont été victimes de farces.

## Faits divers
Le 20 novembre 2008, un jeune homme de 19 ans du nom de K. Biggs s'est suicidé par overdose médicamenteuse devant plus de 1 500 spectateurs.